# Esercizi di Rudolf Steiner per lo sviluppo spirituale
Gli esercizi di Rudolf Steiner per lo sviluppo spirituale sono un elemento essenziale del cammino di conoscenza antroposofico. 
Sono stati ideati da Steiner allo scopo di coltivare nuove facoltà cognitive che egli riteneva appropriate allo sviluppo individuale e culturale contemporaneo. Secondo la sua visione occulta della storia, in epoche remote l'umanità era capace di percezioni spirituali dirette, o chiaroveggenti, ma non ancora di un lucido pensiero razionale; solo recentemente la razionalità si è sviluppata a costo della perdita di quelle visioni spirituali. Steiner ritiene che l'essere umano ha ora il compito di riunificare in una sintesi le componenti razionali del suo pensiero con i contenuti contemplativo-spirituali, in modo che la percezione spirituale si risvegli attraverso il pensiero stesso.

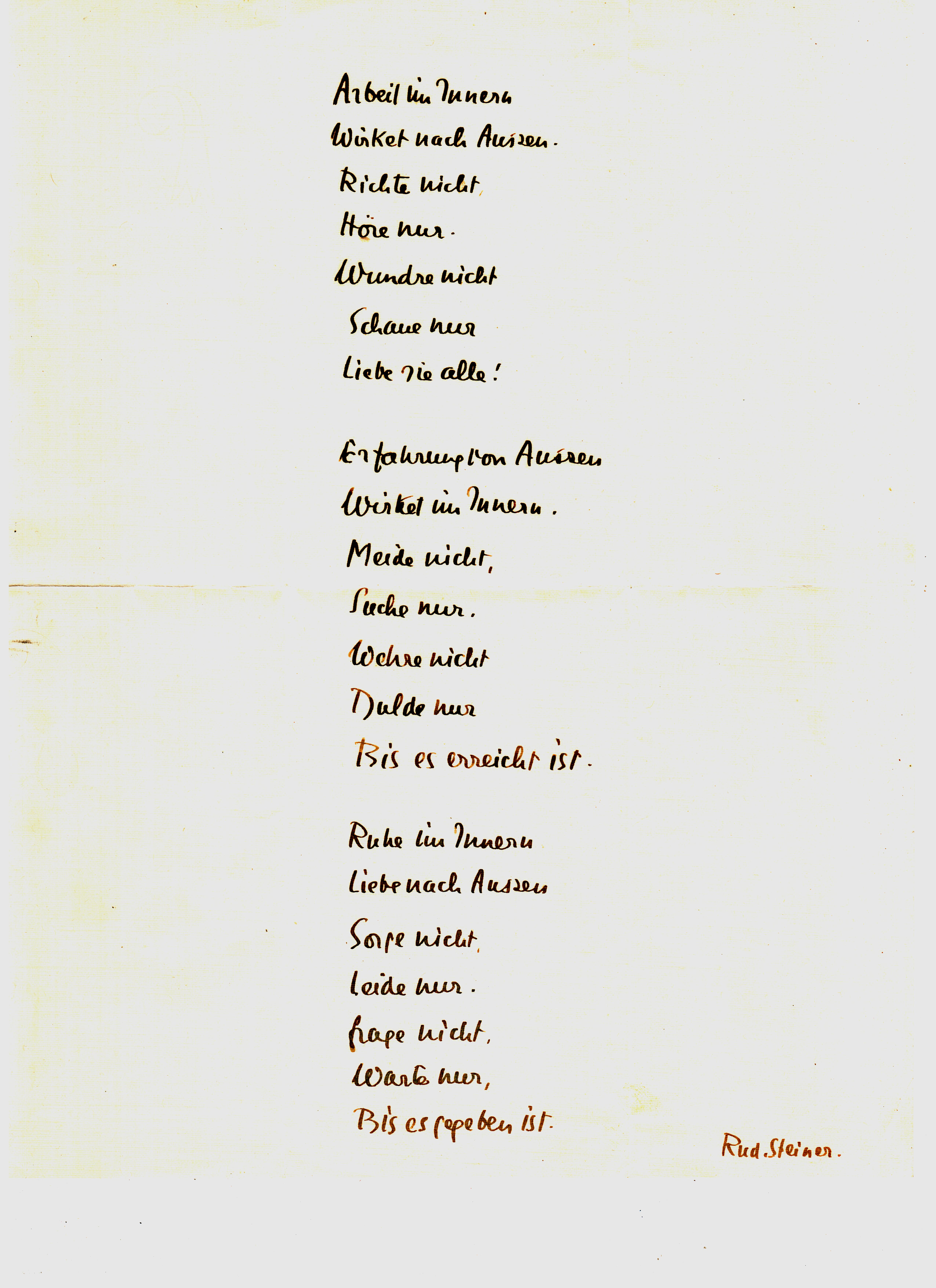
Versi autografi della poesia di Steiner Bis es gegeben ist («Finché non ti sarà dato»)

Un punto centrale del percorso proposto da Steiner per lo sviluppo spirituale prevede l'auto-educazione o trasformazione interiore, quale parte necessaria della pratica spirituale: «per ogni passo nella percezione spirituale, devono essere compiuti tre passi nello sviluppo morale». Secondo la filosofia spirituale fondata da Steiner, chiamata antroposofia, tale sviluppo morale conduce ai seguenti risultati:
- fa ottenere il controllo sulla propria vita interiore;
- assicura di vivere in armonia con il mondo naturale e con quello sociale circostante;
- è collegato al progresso del proprio sviluppo spirituale, i cui frutti sono dati dalla percezione spirituale;
- consente di distinguere le vere percezioni dalle illusioni, ovvero di separare in ogni percezione l'influenza di elementi soggettivi dalla realtà oggettiva.
- consente, ove si raggiunga l'iniziazione, di guardare "oltre la porta della morte", cioè di percepire le entità del mondo spirituale

## Il percorso meditativo
Per elevarsi al di sopra della coscienza ordinaria meramente rappresentativa, Steiner ha descritto tre stadi da raggiungere lungo il progresso meditativo: conoscenza immaginativa, per ispirazione, e per intuizione.
- 1. Nella condizione immaginativa, il meditante mira a sviluppare un pensiero sempre più indipendente dalle comuni percezioni sensoriali attraverso:

- la concentrazione sulle forme visive di un simbolo, come ad esempio nell'esercizio della Rosacroce che consiste nel visualizzare una croce nera con un cerchio di sette rose rosse sovrapposte ad essa;
- l'osservazione di un processo di metamorfosi, come ad esempio il ciclo di crescita di una pianta dal seme al fiore maturo;
- pronuncia di versi (o mantra) ad alta voce oppure in silenzio, come ad esempio le frasi del calendario dell'anima da lui redatto per ogni settimana dell'anno, che hanno lo scopo di collegare il meditante con i ritmi della natura.

- 2. Nell'ispirazione, il meditante cerca di eliminare tutto il precedente contenuto immaginativo, scelto consapevolmente, per creare uno spazio ricettivo in cui incontrare il contenuto spirituale oggettivo celato dietro quelle immagini, aprendosi così unicamente alle impressioni derivanti dall'attività di veri e propri esseri spirituali. La pratica meditativa con cui si raggiunge la conoscenza ispirativa avviene cioè senza contenuto concreto su cui meditare.
- 3. Lo stadio dell'intuizione si ottiene eliminando ulteriormente le impressioni precedenti, attraverso esercizi di pura volontà, ad esempio rivedendo la sequenza degli eventi del giorno in ordine inverso.[7] In questa fase, il meditante cerca l'unità con le forze creative del cosmo evitando però di smarrire la sua coscienza individualizzata.

Questa sequenza di stadi meditativi ha come scopo ultimo la sperimentazione da parte del meditante del suo karma e delle sue precedenti incarnazioni, così come la percezione della «cronaca dell'akasha» in cui sono registrati tutti gli eventi storici del mondo.
Se gli esercizi di meditazione hanno ben agito nell'individuo uno degli effetti è quello di percepire durante il sonno di essere in un alto mondo oppure, svegliandoci, di sentire d'essere stati in un altro mondo. Il secondo caso è quello che avviene con più facilità e spesso.
Si tratta di un percorso volto a rafforzare soprattutto la vita e la percezione cosciente dell'anima, escludendo ogni sorta di rituali cerimoniali. Per questa loro qualità, gran parte di tali esercizi furono inclusi anche nelle pubblicazioni del Gruppo di Ur negli anni tra il 1927 e 1929, su cui esercitò particolare influenza il dottor Giovanni Colazza, antroposofo stimato negli ambiti esoterici più variegati.

## Requisiti preliminari per intraprendere l'esercizio spirituale

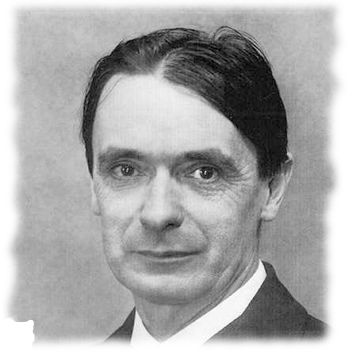
Rudolf Steiner

Perché un allenamento spirituale possa dare «frutti sani», Steiner sosteneva che una persona avrebbe dovuto attenersi a una serie di principi come:
- Astenersi totalmente dal bere alcol, in quanto anche minime quantità alterano il contatto con i mondi spirituali.[Nota 1][11]
- Sforzarsi di sviluppare un corpo e un'anima sani.
- Mantenere un senso di connessione con tutta l'esistenza; riconoscere se stessi nel tutto, ed il tutto in se stessi, evitando di giudicare gli altri senza prima essersi calati nei loro panni.
- Riconoscere che i propri pensieri e sentimenti hanno un'influenza tanto significativa sul mondo quanto le proprie azioni, e che il lavoro sulla propria vita interiore è importante quanto il lavoro nella propria vita esteriore.
- Riconoscere che la vera essenza di un essere umano non sta nell'apparenza esteriore della sua persona, ma piuttosto nella natura interiore, nell'anima e nell'esistenza spirituale di questa persona.
- Trovare il giusto equilibrio tra avere un cuore aperto alle esigenze del mondo esterno ed il mantenimento di una forza interiore e di una «resistenza incrollabile».
- La capacità di restare fedeli a una decisione presa una volta, anche di fronte ad avversità scoraggianti, fino a quando non si conduca a termine quanto è stato scelto, anche se si fosse rivelato errato.
- Sviluppare gratitudine per tutto ciò che incontriamo, e quell'amore universale che permette al mondo di rivelarsi pienamente.

## Esercizi fondamentali
Steiner ha suggerito che un gruppo speciale di sei esercizi generici dovrebbe accompagnare tutti gli esercizi spirituali, dal momento che riteneva benefica la loro influenza sullo sviluppo interiore, indipendentemente dal livello del percorso spirituale. Questi esercizi sono:
- Praticare l'autocontrollo sul proprio pensiero: ad esempio, per un periodo di tempo (almeno cinque minuti al giorno) contemplare mentalmente - senza vederlo fisicamente - un qualsiasi oggetto e concentrare i propri pensieri esclusivamente su questo oggetto, quale potrebbe essere anche una matita o una graffetta.[Nota 2]
- Sviluppo dell'iniziativa: ad esempio, scegliere di attuare ogni giorno alla stessa ora una qualsiasi medesima azione, piccola e positiva, ma liberamente scelta.[Nota 3]
- Equanimità: astenersi da reazioni emotive non meditate, sospendere il giudizio, cercare equilibrio fra le parti.
- Positività, cercando gli aspetti positivi di ogni situazione, anche la più ostica.
- Spregiudicatezza mentale: mantenersi aperti a nuove esperienze e idee, senza mai lasciare che le aspettative basate sul passato chiudano la mente alle novità che si presentano.
- Armonia: cercare una relazione armoniosa ed equilibrata tra le cinque qualità sopra esposte, praticandole regolarmente e variandone dinamicamente l'attuazione.

I primi tre esercizi hanno lo scopo di consentire a una persona di raggiungere l'autodisciplina rispettivamente nel pensare, nel volere e nel sentire.

## Esercizi ulteriori
Altri esercizi sviluppati in ambito antroposofico includono:
- Revisione del giorno: ogni sera, tornando mentalmente indietro nel tempo, ricordare a ritroso i propri atti, gli eventi accaduti, il loro svolgimento sequenziale in maniera inversa rispetto al loro ordine cronologico, le persone incontrate, ecc.
- Collegamento al periodo attuale dell'anno. Gli esercizi qui suggeriti da Steiner includono:
  - disegnare la stessa pianta, o albero, o paesaggio, nel corso di un anno.
  - meditare la sequenza dei 52 versi (o mantra) che Steiner ha scritto per approfondire l'esperienza del passaggio delle stagioni e dell'anno, e portare così la vita interiore dell'anima in dialogo con la natura, secondo il suo Calendario dell'Anima.[6][13]

### Citazioni
1. ↑  
«L'alcool ebbe una certa missione nel corso dell'evoluzione dell'umanità: per quanto possa apparire singolare, esso ebbe il compito di preparare, per così dire, il corpo umano a venire staccato dalla connessione col mondo divino, perché potesse svilupparsi l'"io sono" individuale. L'alcool infatti ha l'effetto di precludere all'uomo il contatto col mondo spirituale, nel quale l'uomo si trovava in passato. Questo effetto, l'alcool lo possiede tuttora. L'alcool non è stato introdotto invano nell'umanità. In futuro si potrà affermare nel pieno senso della parola che l'alcool ebbe il compito di attrarre l'uomo giù nella materia, sì da renderlo egoistico, da portarlo al punto di esigere per sé il proprio io, di non metterlo più al servizio di tutto il proprio popolo. Così dunque l'alcool ha reso all'umanità il servizio opposto a quello dell'anima di gruppo: ha tolto agli uomini la facoltà di sentirsi uniti in un tutto nei mondi spirituali»
(Rudolf Steiner, Il Vangelo di Giovanni)
2. ↑  
«Chi riesce a fissare il suo pensiero durante vari mesi, almeno per cinque minuti al giorno, sopra un oggetto di uso quotidiano (per esempio, una spilla, una matita. ecc.), e ad escludere durante quel tempo ogni altro pensiero che non si riferisca a quell'oggetto, avrà fatto molto per raggiungere il suo scopo (si può pensare tutti i giorni a un nuovo oggetto, oppure conservare il medesimo per vari giorni). Anche chi sente di essere un "pensatore" a seguito della sua istruzione scientifica, non deve disprezzare questo modo di rendersi "maturo" per l'educazione occulta; se infatti si fissa il pensiero per qualche tempo sopra un oggetto familiare, si può esser sicuri di pensare obiettivamente. Chi si chiede: «Di che cosa è costituita una matita? come viene preparato il materiale che costituisce la matita? come vengono connesse le diverse sue parti? quando è stata inventata la matita?» e così di seguito, chi pensa a quel modo, armonizza le proprie idee molto più con la realtà, di chi riflette sopra la discendenza dell'uomo, o su ciò che è la vita. Gli esercizi semplici del pensiero ci preparano molto meglio a orientarci nelle evoluzioni di Saturno, del Sole e della Luna, che non le idee complicate ed erudite, perché in un primo tempo non si tratta affatto di pensare questa o quella cosa, ma di pensare obiettivamente per virtù di forza interiore. Se ci si è educati all'oggettività con un processo fisico-sensibile facile da osservare, il pensare si abitua a voler essere obiettivo, anche quando non si sente più dominato dal mondo fisico-sensibile e dalle sue leggi; si perde l'abitudine di lasciare errare i pensieri in modo non conforme alla realtà.»
( Rudolf Steiner, La scienza occulta nelle sue linee generali, Editrice Antroposofica, 2018,  pp. 248-249, ISBN 978-88-7787-551-8.)
3. ↑  
«Un buon esercizio è quello di darsi per mesi un ordine a una determinata ora del giorno: oggi, "a questa determinata ora", tu dovrai compiere “questa“ azione. Si arriva così gradatamente a imporsi l’ora dell’azione e la maniera di attuarla in modo che l’esecuzione riesca del tutto possibile.»
( Rudolf Steiner, La scienza occulta nelle sue linee generali, Editrice Antroposofica, 2018,  p. 250, ISBN 978-88-7787-551-8.)

### Riferimenti
1. ↑  Peter Schneider, Einführung in die Waldorfpädogogik, Klett-Cotta, 1982, ISBN 3-608-93006-X.
2. ↑  Johannes Hemleben, Rudolf Steiner: A documentary biography, Henry Goulden Ltd, 1975, ISBN 0-904822-02-8, pp. 91-94 (edizione tedesca: Rowohlt Verlag, 1990, ISBN 3-499-50079-5).
3. ↑  Lía Tummer, Rudolf Steiner and Anthroposophy for Beginners, Writers and Readers Publishing, 2001, ISBN 0-86316-286-X, pp. 79-84.
4. ↑  Olav Hammer, Claiming Knowledge, ISBN 90-04-13638-X, pp. 424 e segg.
5. ↑  Esercizio descritto da Rudolf Steiner nel suo testo La scienza occulta nelle sue linee generali Archiviato il 10 ottobre 2015 in Internet Archive. (1910), pp. 138-139, trad. di E. De Renzis ed E. Bataglini, Bari, Laterza, 1947.
6. 1 2  Rudolf Steiner, Seelenkalendar, Stoccarda, 1912 (Calendario dell'anima, trad. it. di Giovanni Colazza, Trieste, Trani editore, 1939, ora in Parole di verità, Opera Omnia 40,  Versione PDF online.)
7. ↑  Carlo Willmann, Waldorfpädogogik: Theologische und religionspädagogische Befunde, Böhlau Verlag, 1998, ISBN 3-412-16700-2, pp. 11-14.
8. ↑   Rudolf Steiner, La scienza occulta nelle sue linee generali, Editrice Antroposofica, 2018,  pp. 242-243, ISBN 978-88-7787-551-8.
9. ↑   Stefano Arcella, Julius Evola e l'esperienza del Gruppo di Ur. La storia "occulta" dell'Italia del Novecento, su centrostudilaruna.it, 2012.
10. ↑  Florin Lowndes, Enlivening the Chakra of the Heart: The Fundamental Spiritual Exercises of Rudolf Steiner, ISBN 1-85584-053-7.
11. ↑   La “bevanda dell’oblio” un attacco al sacro, su L’Archetipo, 17 febbraio 2023. URL consultato il 19 febbraio 2023.
12. ↑  Robert A. McDermott, "Rudolf Steiner and Anthroposophy", in Faivre and Needleman, Modern Esoteric Spirituality, ISBN 0-8245-1444-0, pp. 303 e segg.
13. ↑  Cfr. anche  Il calendario dell'anima di Rudolf Steiner, su triartis.it, traduzione di Fabio Alessandri, Studio Triartis, 2018.